# Data San
Data San ist ein 1323 m hoher Berg in Dschibuti. Er liegt in der Region Dikhil im Nordwesten des Landes.

## Geographie
Der Berg ist Teil der parallelen Höhenzüge, die von der Afar-Senke her nach Nordwesten laufen. Im Osten verläuft parallel dazu die Ebene von Yoboki.
Der gleichnamige höchste Gipfel liegt im Norden und steigt bis auf 1323 m an. In unmittelbarer Nachbarschaft liegen im Südosten die Gipfel Masguid Amo (ca. 1209 m, ⊙), ‘Asa ‘Ale (ca. 1126 m, ⊙), sowie ‘Asa Dâba (ca. 1047 m, ⊙) im Nordwesten.
Ein gleichnamiger, niedrigerer Gipfel Data San liegt viel weiter südlich: ⊙. Er ist nur ca. 866 m hoch.

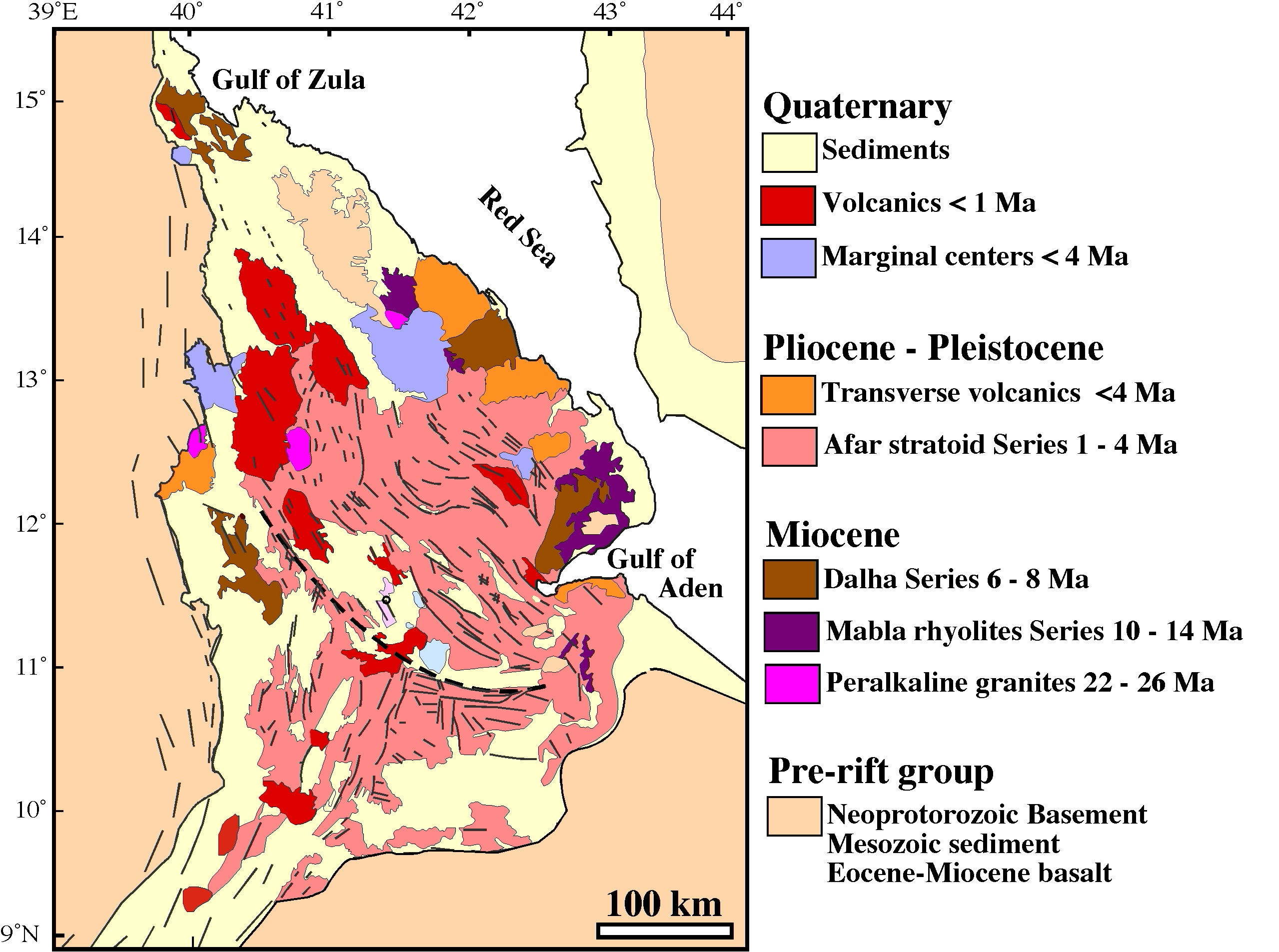
Geologie des Afar-Dreiecks.